# Rio Ciorâca
O Rio Ciorâca é um rio da Romênia, afluente do Vedea, localizado no distrito de Argeş e Olt.